# Baharilana richmondi
Baharilana richmondi är en kräftdjursart som beskrevs av Bruce och Jörundur Svavarsson 2003B. Baharilana richmondi ingår i släktet Baharilana och familjen Cirolanidae. Inga underarter finns listade i Catalogue of Life.